# Ctenoplusia fracta
Ctenoplusia fracta är en fjärilsart som beskrevs av Walker 1857. Ctenoplusia fracta ingår i släktet Ctenoplusia och familjen nattflyn. Inga underarter finns listade i Catalogue of Life.